# Jean-Baptiste de Vassal de Montviel
Pour les autres membres de la famille, voir Famille Vassail de Rignac de la Barde.
Jean-Baptiste-François de Vassal de Montviel (20 juillet 1769, Rions - 18 juin 1854, Villeneuve-sur-Lot) est un homme politique français.

## Biographie
Fils de Jacques Vassal de Montviel et de Marie Grétiane de Raoul, il devient maire de Villeneuve-d'Agen (aujourd'hui Villeneuve-sur-Lot).
Le 22 août 1815, il est élu député du grand collège de Lot-et-Garonne et siège dans la majorité de la Chambre introuvable. Il obtient successivement sa réélection en 1816, 1821 et 1824. Il prend place au centre droit, vote pour les lois d'exception et appuie la politique du ministère.
Après avoir échoué aux élections de 1827, il renonce à la vie politique et se consacre à la peinture, dont il s'était toujours beaucoup occupé.

## Sources
- « Jean-Baptiste de Vassal de Montviel », dans Adolphe Robert et Gaston Cougny, Dictionnaire des parlementaires français, Edgar Bourloton, 1889-1891 [détail de l’édition]